# Spätgebärende
Als Spätgebärende werden im Allgemeinen Frauen benannt, welche zum Zeitpunkt der Geburt das klassische Schwangerschafts- und Gebäralter zwischen 18 und 30 Jahren deutlich überschreiten.
Das Phänomen der Spätgebärenden hat sich gerade in der jüngsten Vergangenheit deutlich intensiviert, da vermehrt Frauen, gerade Akademikerinnen, durch langjährige Ausbildung und Studium die Zeit der Familienplanung immer mehr nach hinten verschieben, da sie sich zuvor Sorgen machen müssen, durch die Auszeit der Schwangerschaft, Geburt und der Kindererziehung in der Karriereplanung ins Hintertreffen zu geraten und damit große berufliche Benachteiligungen in Kauf nehmen zu müssen, wenn nicht gar ins soziale Abseits zu geraten, falls zusätzlich ihre Partnerschaft scheitert. Nicht selten wird die Familienplanung sogar ganz aufgegeben.
Biologisch hat sich das Gebäralter, bedingt durch eher einsetzende biologische Fruchtbarkeit durch eine früher beginnende Pubertät und damit einhergehende Geschlechtsreife (1994 im Durchschnittsalter von 12,2 Jahren), eher nach vorn verlagert.
Ein weiterer Aspekt ist dabei auch die statistische Häufung einiger genetisch bedingter Behinderungen beim Kind, wie Formen der Trisomie oder das Marfan-Syndrom, welche überdurchschnittlich häufig bei Kindern spätgebärender Frauen auftreten. Ein Grund dafür ist, dass die Eizellen der Frau, im Gegensatz zum Spermiensatz des Mannes, nicht stets neu gebildet werden, sondern im Zeitpunkt ihrer eigenen Zeugung und Embryonalentwicklung im Eierstock angelegt und unveränderlich bis zu ihrem eigenen Tod bestehen bleiben, unabhängig davon, ob sie gebärt oder nicht.